# 赛费特-吉尔伯特增碳反应
赛费特-吉尔伯特增碳反应（Seyferth-Gilbert homologation），又称赛费特-吉尔伯特同系化反应，指芳酮（或醛）与重氮甲基膦酸二甲酯（赛费特-吉尔伯特试剂）在叔丁醇钾存在下反应生成取代炔烃。
重氮甲基膦酸二甲酯是此反应中的一碳试剂。产物是比原料羰基化合物多一个碳的炔类，故名增碳反应或同系化反应。

## 反应机理
赛费特-吉尔伯特试剂被碱去质子化，生成碳负离子，并对酮羰基进行亲核加成，生成的烷氧基负离子再分子内进攻磷原子，环化生成噁磷杂丁环，然后开环，放出磷酸二甲酯，并产生乙烯基重氮化合物（Fa Fb），后者最后放出氮气，得乙烯基卡宾，并发生1,2-迁移，得最终产物芳炔。

## 贝斯特曼改进法
通过1-重氮基-2-氧代丙基膦酸二甲酯（贝斯特曼试剂）与甲醇和碳酸钾反应，在反应体系中原位产生赛费特-吉尔伯特试剂。
- 贝斯特曼试剂与醛生成末炔的反应一般产率很高。[4][5]
- 碳酸钾是较温和的试剂，其使用增加了底物官能团的耐受性。